# Чансіндао (Шанхай)
Чансіндао (кит.: 长兴岛) — наносний острів в гирлі Янцзи. Площа острова — 88 км², населення — 36 тисяч осіб. В адміністративному плані острів належить до району Чунмін міста центрального підпорядкування Шанхай (КНР).

## Історія
Починаючи з XVII століття у документах згадуються дрібні наносні піщані острови в гирлі Янцзи: Чунбаоша (згодом перейменований на Жуйфенша), Фаньцзяша, Явоша, Шитоуша та Юаньюаньша. 1927 року сформувався острів Цзіньдайша.
У середині ХІХ століття на острові Явоша почали обробляти землю; з початку XX століття на островах постійно мешкали рибалки.

## Економіка
У 1960-70-х роках у результаті проведених дренажних робіт із шести островів було створено єдиний острів Чансіндао. Населення острова продовжувало займатися рибальством та сільським господарством, поки на початку XXI століття на Чансіндао з материкового Шанхаю не було переміщено суднобудівні заводи Jiangnan Shipyard та Hudong-Zhonghua Shipbuilding. В цей час острів є найбільшим суднобудівним майданчиком Китаю  .

## Транспорт
Через острів проходять Шанхайський міст і тунель через Янцзи. Є дві поромні переправи на сусідній острів Хеншадао.

## Галерея

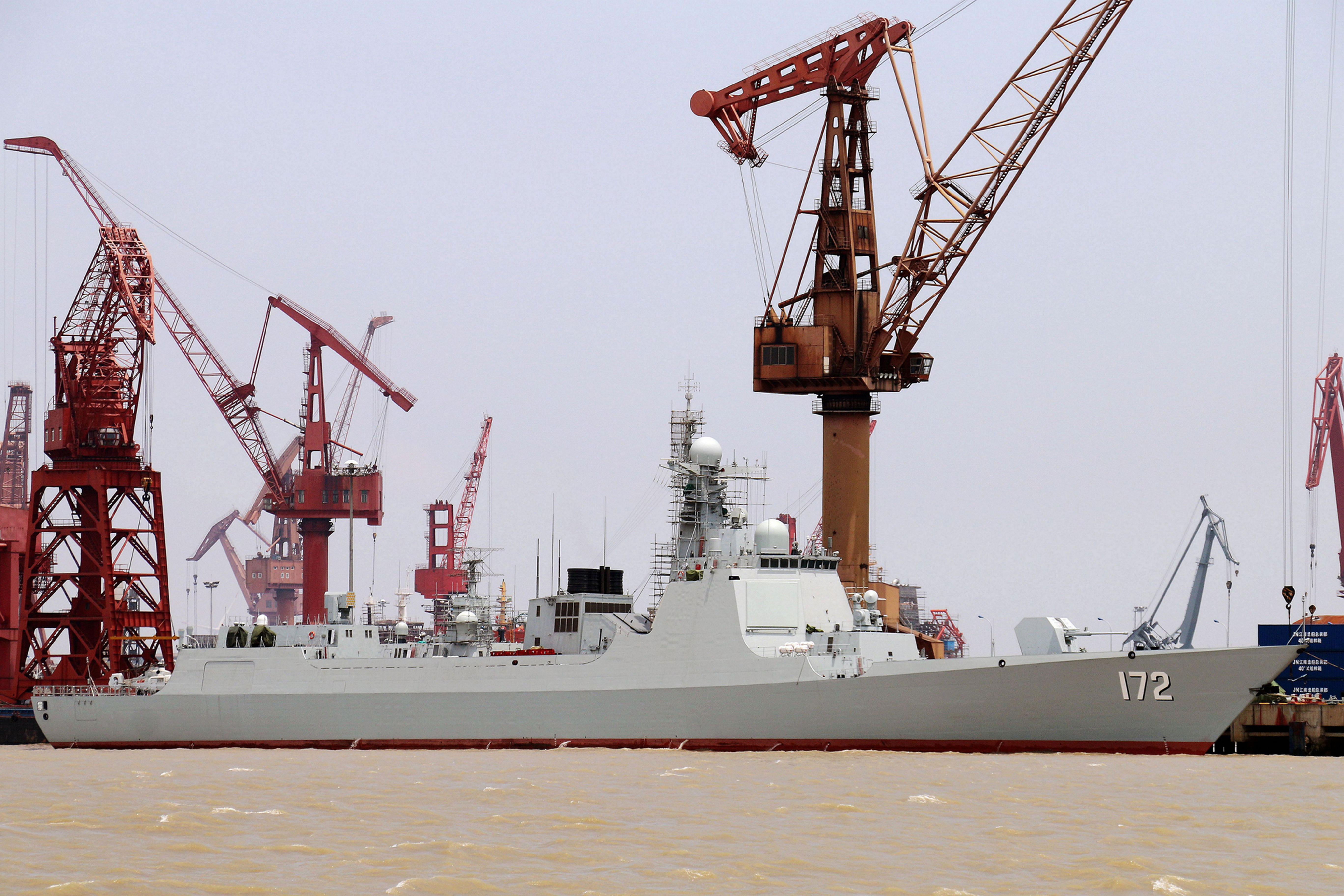
Суднобудівельний завод
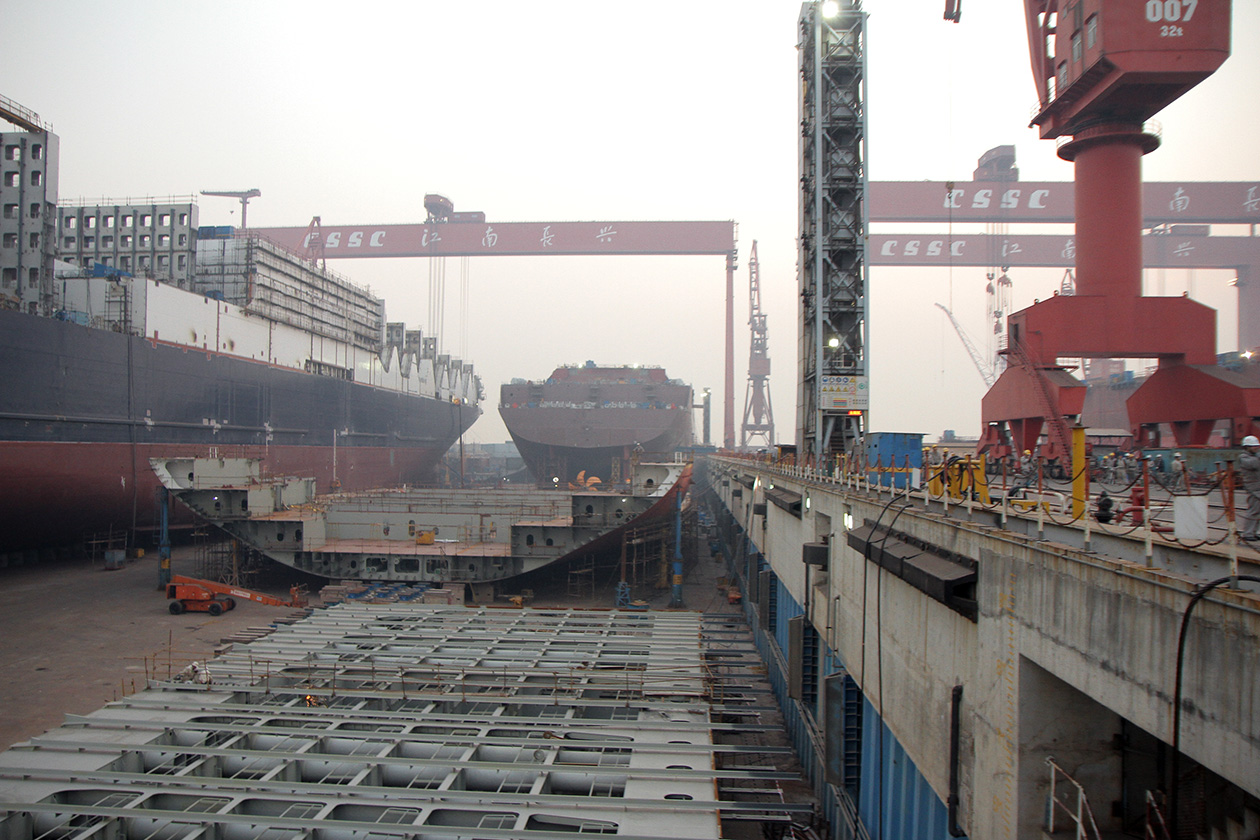
Суднобудівельний завод
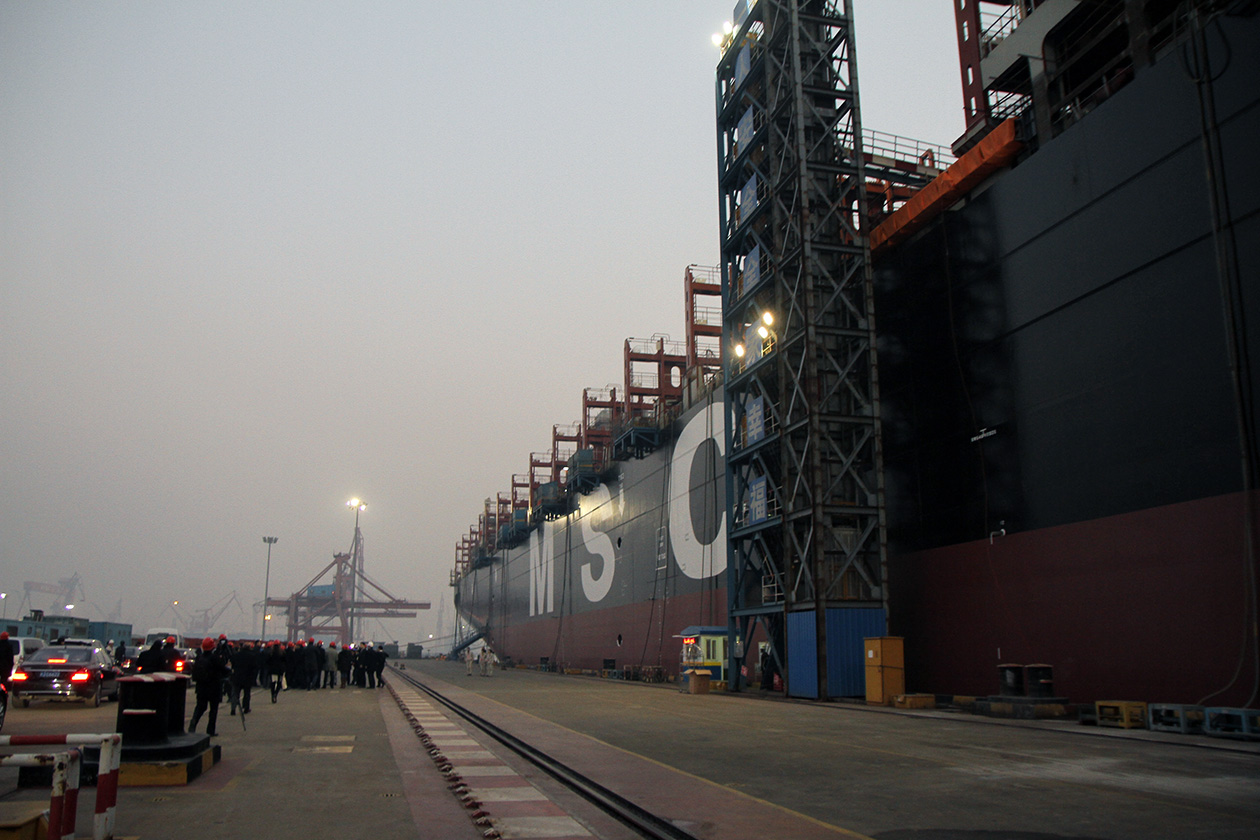
Суднобудівельний завод
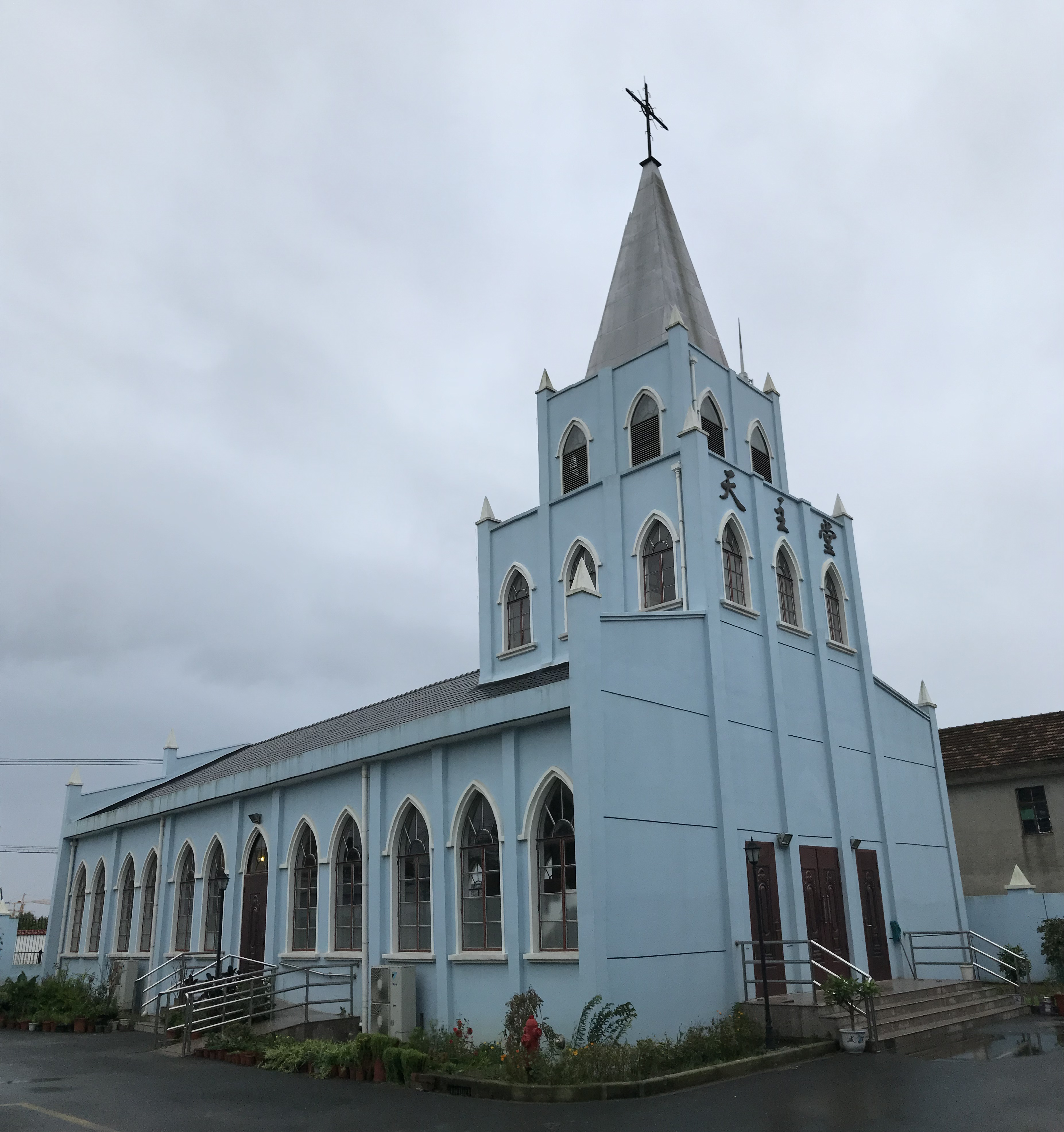
Католицька церква